# Clem Clempson

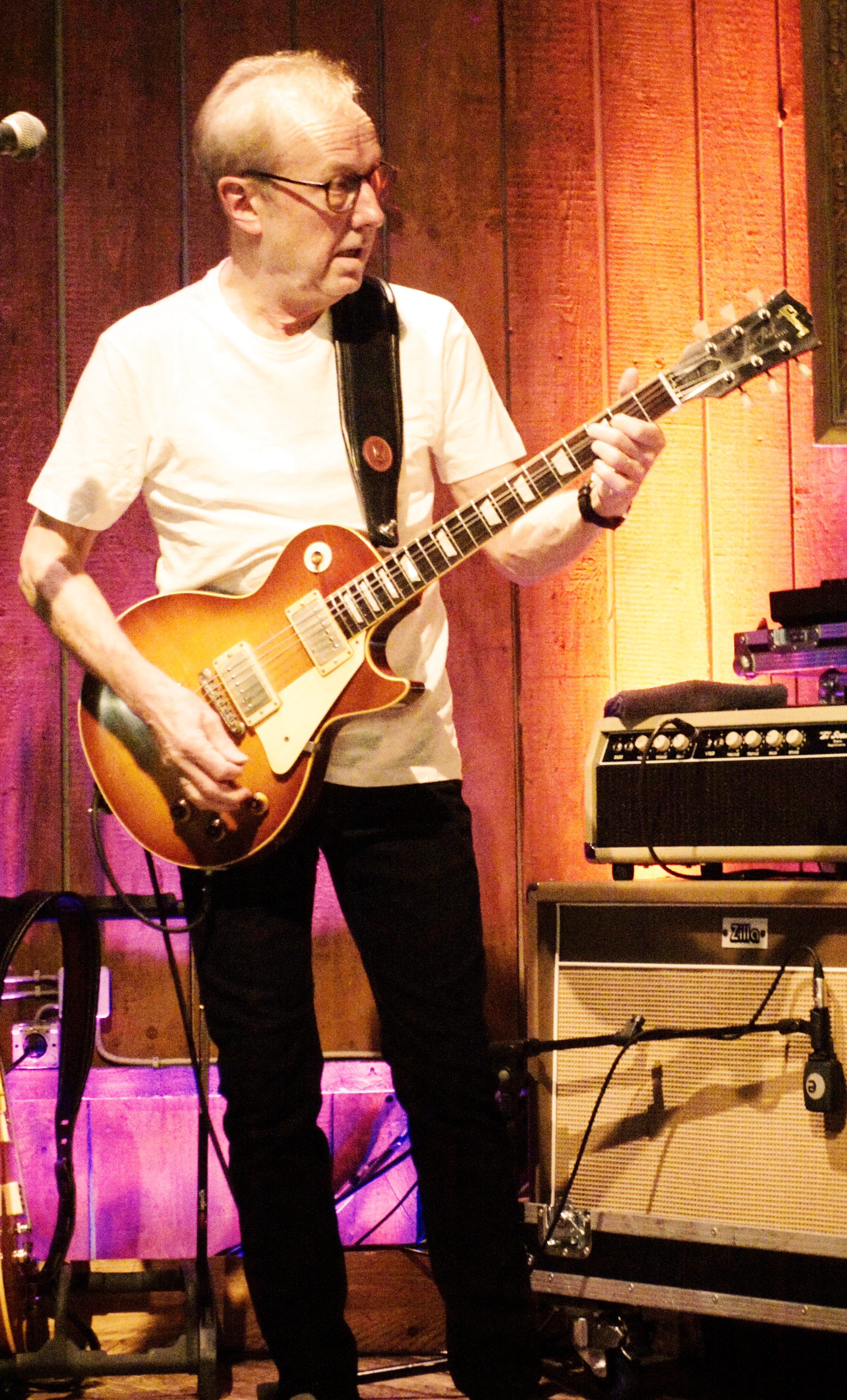
Clem Clempson mit JCM auf Tour 27. April 2019

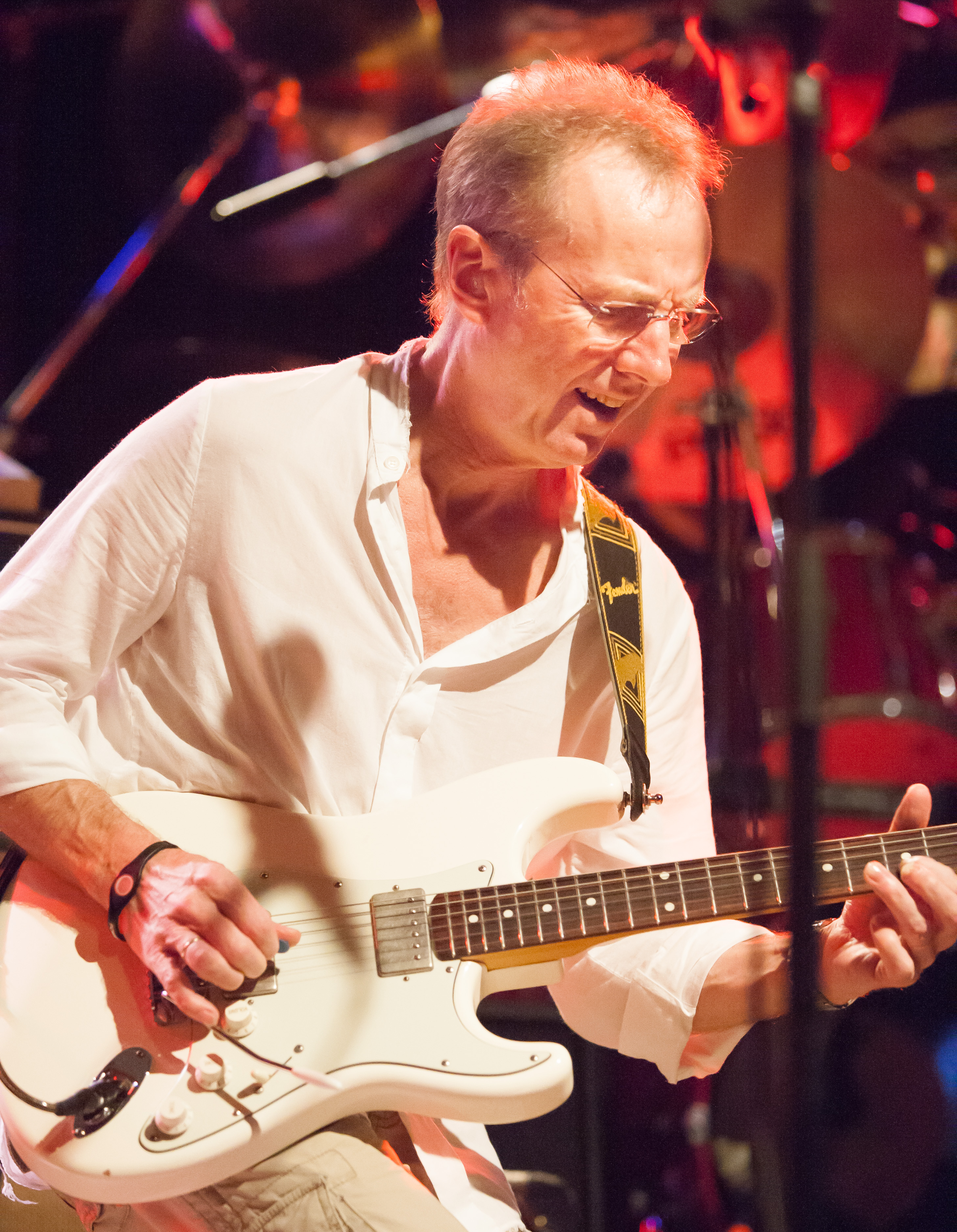
Clem Clempson 2010

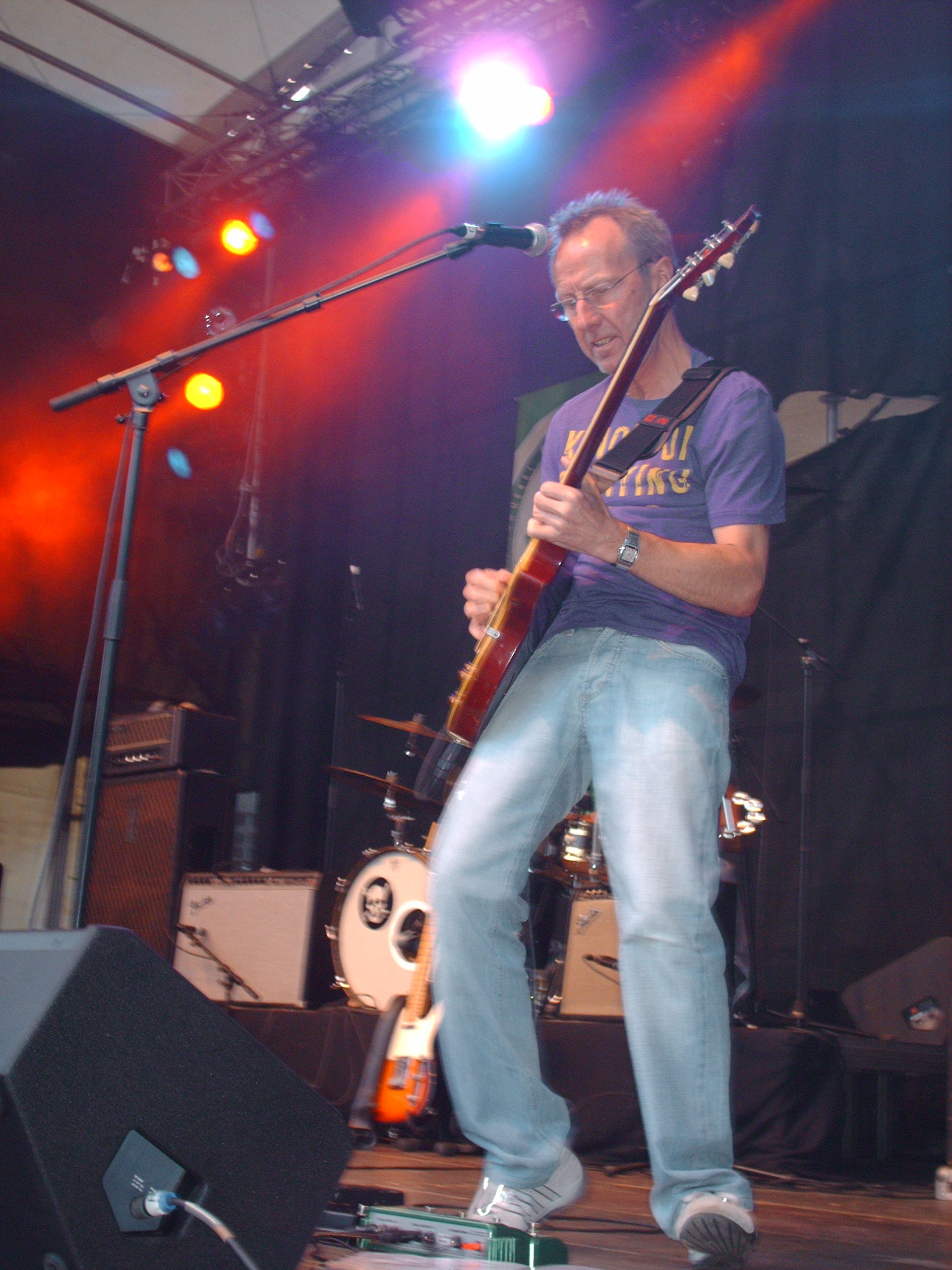
Clem Clempson auf dem Gießener Stadtfest 2008

David „Clem“ Clempson (* 5. September 1949 in Tamworth, Staffordshire, England) ist ein britischer Gitarrist, der Mitglied mehrerer Rockbands war, darunter Colosseum und Humble Pie.

## Biografie
Ende der 1960er begann Clempson seine musikalische Karriere bei der Band Bakerloo. Bei diesem Blues-Powertrio hatte Clempson die zentrale Rolle des Sängers und Gitarristen. Als Bakerloo im Vorprogramm von Colosseum spielten, wurde Jon Hiseman auf Clempson aufmerksam und holte ihn 1969 als Sänger und Gitarrist zu Colosseum. 1970 übernahm Chris Farlowe die Position des Sängers. Nach der Auflösung von Colosseum ging Clempson 1971 zu Steve Marriotts Humble Pie, wo er Peter Frampton ersetzte.
1975 gründete Clempson zusammen mit Greg Ridley und Cozy Powell das Powertrio Strange Brew, das jedoch nur zwei Monate bestand, da Clempson einen Unfall hatte. Im selben Jahr wurde er von Deep Purple als Ersatz für Ritchie Blackmore eingeladen, aber auch diese Zusammenarbeit endete nach wenigen Tagen. Zur ähnlichen Zeit half Clempson bei der Band Snafu aus. Im Januar 1976 wurde Clempson Mitglied von Steve Marriott’s All Stars, doch auch dieses Experiment war nach kurzer Zeit zu Ende, als Marriott die Small Faces wiederbelebte.
Im September 1976 stellte Clempson mit David Byron die Gruppe Rough Diamond zusammen, die sich nach Byrons Weggang 1977 in Champion umbenannte und 1979 auflöste. Danach schloss er sich Jack Bruce an, mit dem er Alben aufnahm, Fernsehauftritte und Tourneen absolvierte. Außerdem spielte er in den Bands so bekannter Musiker wie Roger Chapman, Roger Daltrey, Cozy Powell, Ken Hensley, Jon Anderson, Tom Waits, Tanita Tikaram, Chris de Burgh, Bonnie Tyler und Bob Dylan.
1994 gab es die Wiedervereinigung von Colosseum. Zwei Studio- und zwei Livealben sowie ausverkaufte Tourneen folgten.
Nach dem Ausstieg von Alex Conti im Frühjahr 2008 ist er festes Mitglied der Hamburg Blues Band, mit der er bereits das im November 2008 veröffentlichte Album Mad Dog Blues einspielte.
Clempson war daneben als Sessionmusiker, Komponist oder Arrangeur an etlichen Filmmusiken beteiligt, darunter Evita, G.I. Jane, Lawn Dogs, Tomorrow Never Dies und Notting Hill.
2011 war er mit Colosseum, Arthur Brown und Chris Farlowe auf Tournee.
2012 verließ er nach einem Auftritt beim Herzberg Festival die Hamburg Blues Band, um ein Solo-Projekt zu beginnen.
Seit 2018 ist er Mitglied in der von Drummer Jon Hiseman gegründeten Band JCM (mit Mark Clarke b, voc) und spielte mit ihr die CD „Heroes“ ein. Im Frühjahr 2018 stellte die Band u. a. in Deutschland das neue Album vor, musste aber die Tour Ende April 2018 wegen der schweren Erkrankung von Jon Hiseman († 12. Juni 2018)  abbrechen. Im Frühjahr 2019 ging JCM mit dem Schlagzeuger Ralph Salmins erneut auf Tour.

## Diskografie (Auswahl)
- Bakerloo (1969)
- Colosseum – The Grass Is Greener (1969)
- Colosseum – Daughter of Time (1970)
- Colosseum – Live (1971)
- Humble Pie – Smokin (1972)
- Humble Pie – Eat It (1973)
- Humble Pie – Thunderbox (1974)
- Humble Pie – Street Rats (1975)
- Snafu – All Funked Up (1975)
- Rough Diamond (1977)
- Champion (1978)
- Jack Bruce – I’ve Always Wanted to Do This (1980)
- Records – Crashes (1980)
- Jack Bruce – Live on the Old Grey Whistle Test (1998)
- Colosseum – The Reunion Concert (1994)
- Colosseum – Bread & Circuses (1997)
- Colosseum – Tomorrow’s Blues (2003)
- Hamburg Blues Band – Mad Dog Blues (2008)
- In the Public Interest (2013)
- Colosseum – Time On Our Side (2014)
- Colosseum – Restoration (2022)
- Colosseum – XI (2025)